# アストロライト
アストロライト (Astrolite) とは常温で液体になっている液体爆薬である。
硝酸アンモニウム水溶液が爆発性を持つことを利用して含水爆薬が作られた。さらにこれを応用して水溶液の液体の状態での爆薬が作れないかと考えられて1960年代にアトラス・パウダー社 (Atlas Powder) のジェラルド・ハースト (Gerald Hurst) の手によって、硝酸アンモニウムとヒドラジンを混合したアストロライト液体爆薬が発明された。
高い爆速故なるべく早い排出ガス速度を必要とするロケット燃料への利用が想定されていた。
硝酸アンモニウムが酸化剤、ヒドラジンが還元剤として働く。これら二つはわけて保存しておき使用直前で混合することで保存時において高い安全性を確保できる。ただし、硝酸アンモニウムは210 ℃まで加熱すれば単体でも爆発するほか、ヒドラジンは人体に毒性があるので注意。
ヒドラジンの毒性ゆえ、いくつかの長所にもかかわらず市場にはほとんど流通していない。
また混合する際はヒドラジンに硝酸アンモニウムを少しずつ、ゆっくりかき混ぜるなどのコツがあり、それを守らないと爆発事故の恐れがある。

## 特徴
この爆薬は液体であるため、なにかに染込ませた状態でも爆発することができる。極端な事例では地面に撒いて染込ませた状態でも爆発させることが出来る。また、安定性が高く不揮発性であるため地面に撒いても四日間は完全な爆発力を維持することが出来る。
爆速が早い。高いものだと8600メートル毎秒もあり、主にアストロライトGの爆発速度とニトログリセリンやTNTなどの第1世代および第2世代の爆薬の爆発速度の比較により、「世界で最も強力な非核爆発物」と広く言われた。
ただエネルギー密度、RE係数はさほど大きくない。
現在では、PETNやRDXなど、アストロライトGに匹敵する爆発速度をもつ固体爆薬も実用化されている。

## 成分と性能
また、一口にヒドラジンといっても含水ヒドラジン(NH2)2H2Oや無水ヒドラジンN2H4 などあり、またアンモニアを利用する場合もある。
また酸化剤と還元剤の比率は1:1、2:1や生成物がすべて窒素、水になる比率を挙げる者もおり（理想空燃比に似ている）、100 %完全に反応すればそれが最も効率的である。
これら薬品の混合率によってアストロライトの性質、特に爆速、爆発熱、密度は変化する。そのため、各性能・物性値に文献によってばらつきがある。
以下にヒドラジン一水和物と硝酸アンモニウムが完全に反応しあった場合の性能を示す。
- 爆速: 8600 メートル毎秒 (m/s)
- 密度: 1.36 グラム毎立方センチメートル (g/cm3)
- 生成ガス容量: 1112 リットル毎キログラム (L/kg)

製品としてはAstrolite GやAstrolite Aが開発されたほか、Hydanと呼ばれる無煙火薬がある。

### Astrolite G
硝酸アンモニウムとヒドラジン一水和物を2:1の割合で混合したものである。
比較的安定した高性能爆薬であり、爆発には雷管を要する。爆発速度は約8600 m/sでありTNTのおよそ1.2倍である。

### Astrolite A
製品としてAstrolite Gをアルミニウム粉を添加して改良した「Astrolite A」が存在した。
爆発速度は7800 m/s

### Hydan
ヒドラジン一水和物と硝酸アンモニウムの混合物であり、Dynamiit Nobel Wienが1994に発表した。
50/50の混合物Hydan IIの物性を以下に示す。
- 酸素バランス: -4.0 %
- 爆発熱: 3879 キロジュール毎キログラム (kJ/kg)
- 生成ガス容量: 1112 リットル毎キログラム (L/kg)
- 燃焼温度: 2400 ℃
- 猛度（カスト）: 105.3×106
- 比重: 1.36
- 爆速: 7150 m/s

### 解説
1. ↑  仮に無水ヒドラジンと硝酸アンモニウムがすべて水と窒素に変化した場合、: {\displaystyle {\ce {N2H4 + 2NH4NO3 -> 3N2 + 6H2O}}}  ⊿H＝ {\displaystyle {\rm {-{\mbox{ 770.99 kJ/mol}}}}} 　ここで、反応によるヘンタルピー変化は ⊿H＝生成物の標準生成エンタルピー - 反応物の標準生成エンタルピー ＝｛窒素(0kJ/mol)*3+水(-241.8kJ/mol)*6｝- ｛ヒドラジン(50.63kJ/mol)+硝酸アンモニウム(-365.22kJ/mol)*2｝＝-770.99 kJ
反応物あるいは生成物の質量は192.135g
これにより単位質量当たりのエネルギー密度は(770.99 kJ)/(192.135g)≒4697.730J/g≒4.70kJ/g となる。
そのため、RE係数=対象となる爆薬の爆発熱[kJ/g] /4.184[kJ/g]の関係式により RE係数は4.70kJ/g/4.184kJ/g＝1.12となる。